# Seznam tunizijskih tenisačev
Seznam tunizijskih tenisačev.

## A
- Nour Abbès

## B
- Jilani Bouhafa

## D
- Aziz Dougaz

## E
- Yosr Elmi

## J
- Ons Jabeur
- Malek Jaziri
- Mouna Jebri

## S
- Selima Sfar